# Штрёлин, Карл
Карл Штрёлин (нем. Karl Strölin; 21 октября 1890, Берлин — 21 января 1963, Штутгарт) — деятель Национал-социалистической немецкой рабочей партии (НСДАП), в 1933—1945 — обер-бургомистр Штутгарта. Поддерживал контакты с движением Сопротивления.

## Семья
Родился в семье вюртембергского обер-лейтенанта Карла фон Штрёлина и его жены, дочери вюртембергского генерала фон Зейбольда. В 1892 году семья переехала из Берлина в Штутгарт, а в 1900 году вернулась в Берлин.

## Офицер
Учился в кадетском корпусе в Карлсруэ, окончил военное училище в Берлине. С 1910 года — фенрих (прапорщик) 125-го (7-го Вюртембергского) пехотного полка «Кайзер Фридрих Прусский». С 1911 года — лейтенант. В начале Первой мировой войны был дважды ранен, потерял палец. После выхода из госпиталя в 1915 служил батальонным адъютантом учебного полигона в Деберице и инструктором подготовки кандидатов в офицеры, на основе боевого опыта написал книгу «Способ ведения войны нашими врагами». Был произведён в обер-лейтенанты.
В 1916 году вернулся на Западный фронт, некоторое время отвечал за обучение вюртембергских полков в качестве офицера 1-й пулемётной роты запаса 13-го армейского корпуса. С мая 1916 года командовал пулемётной ротой 123-го Ульмского полка, участвовал в боях на Сомме. В 1917 году был назначен офицером Генерального штаба, служил в штабе 64-го генерального командования особого назначения в Кольмаре. В июне 1918 года произведён в гауптманы (капитаны) и назначен инструктором подготовки кандидатов в офицеры на учебном полигоне Мюнзинген.
В 1919 году служил в военной полиции — в 121-й роте безопасности. В мае 1919 года участвовал в боевых действиях против Баварской советской республики, завершившихся ликвидацией последней. Существует неподтверждённая документально информация о том, что в качестве председателя военно-полевого суда он приговорил к смерти 52 иностранных члена Совета рабочих и солдатских депутатов. Затем командовал ротой во вновь созданном рейхсвере, а в 1920 году оставил военную службу.

## Экономист и политик
Изучал общественно-политические науки в университетах Гисена и Вены, получил степень доктора наук в Венском университете (тема диссертации: «Экономическое положение рабочего класса и среднего сословия города Штутгарта перед и после войны»). Учился у известного экономиста, социолога и философа Отмара Шпанна, бывшего сторонником теории «сословного государства», противником марксизма и либерализма.
С 1923 года Штрёлин работал в Штутгарте: вначале научным сотрудником в газовой компании, а затем экономическим директором электрической компании. В течение длительного времени был близок к НСДАП, хотя официально вступил в партию лишь в конце 1930 года. В 1932 году неудачно баллотировался от нацистской партии на пост обер-бургомистра Штутгарта, затем являлся экономическим референтом высшего и окружного руководства НСДАП.

## Обер-бургомистр Штутгарта
После прихода нацистов к власти в 1933 году был назначен государственным комиссаром Штутгарта (с 16 марта). 1 мая 1933 года официально стал обер-бургомистром города. В этом качестве уволил политически неблагонадёжных чиновников, заменив их нацистами, реорганизовал административный аппарат, создав более гибкую систему управления города. Как и в других немецких городах, в Штутгарте были отменены голосования в совете городской общины (он стал не избираемым, а назначаемым и при этом получил лишь совещательный голос), а авторитарная власть была сосредоточена в руках обер-бургомистра. При Штрёлине за счёт близлежащих деревень была расширена городская территория, он активно занимался борьбой с безработицей и строительством жилья.
В качестве обер-бургомистра Штутгарта Штрёлин занимал пост председателем Германского иностранного института, находившегося в этом городе. Он руководил ежегодными съездами фольксдойче (немцев, живущих за границей). В 1933 году он посетил Лондон (где его назвали «странным наци» за подчёркнутую самостоятельность поведения), в 1936 году — США, также побывал во Франции. С 1938 Штрёлин был членом Имперского руководства НСДАП по муниципальной политике в ранге рейхсамтсляйтера по муниципальной экономической политике.
Во время Второй мировой войны более чем 2000 евреев, живших в Штутгарте, были депортированы в концлагеря, где погибли в результате Холокоста (такие же трагедии происходили и в других немецких городах). В то же время существует информация о том, что он был противником введения для евреев нашивок на одежду в виде шестиконечной звезды и помогал желавшим покинуть Германию евреям уехать из страны.
Во время своей работы в Штутгарте Штрёлин находился в конфликтных отношениях с фанатичным нацистом, гауляйтером Вюртемберга Вильгельмом Мурром, который был его шефом по партийной линии. Стремился отстоять свою самостоятельность как руководитель города, старался защищать интересы евангелической церкви. В 1943 году руководство НСДАП приняло в этом конфликте сторону Мурра, а в январе 1944 года Штрёлин был освобождён от должности рейхсамтсляйтера, сохранив лишь пост обер-бургомистра.
В августе 1943 Штрёлин направил в рейхсминистерство внутренних дел памятную записку, в которой предлагал ограничить влияние партии на органы управления, произвести проверку положения дел в концлагерях, свернуть борьбу против церкви и изменить политику, проводимую на оккупированных территориях и в Эльзасе и Лотарингии. Предложения Штрёлина приняты не были, сам он получил строгое предупреждение; обсуждался вопрос о начале судебного процесса против него, однако, в конце концов, он избежал серьёзных неприятностей.

## Контакты с Сопротивлением
Во время Второй мировой войны Штрёлин установил контакты с консервативным крылом антинацистской оппозиции в лице бывшего обер-бургомистра Лейпцига Карла Фридриха Гёрделера, посла Ульриха фон Хасселя и министра финансов Пруссии Йоханнеса Попица. Его сближение с оппозицией было связано с осознанием неизбежности поражения в войне, в том числе под влиянием бомбардировок Штутгарта авиацией союзников. В 1943—1944 годах Штрёлин неоднократно встречался с фельдмаршалом Эрвином Роммелем, побуждая его к выступлению против Адольфа Гитлера. Был сторонником такого выступления ещё до высадки англо-американских войск во Франции с тем, чтобы германский вермахт оставался как можно более сильным, и Германия в этом случае не была бы оставлена на милость победителя.
После неудачи покушения на Гитлера 20 июля 1944 года Штрёлин публично осудил заговорщиков. Нацистское руководство не слишком доверяло ему (в августе 1944 года в его квартире был проведён обыск), но, судя по всему, конкретных улик, подтверждающих причастность обер-бургомистра к заговору, найдено не было.
В последний период войны Штрёлин выступал против политики «выжженной земли», спас от разрушения штутгартский пост «Бертгер Штег», по которому проходил городской водопровод. 22 апреля 1945 официально передал город французам и американцам. Сложил полномочия, предложив союзникам кандидатуру своего преемника — антинацистски настроенного юриста Арнульфа Клетта, который затем в течение многих лет был обер-бургомистром Штутгарта.

## После войны
В 1945 году Штрёлин был заключён в тюрьму, являлся свидетелем защиты на Нюрнбергском процессе, содержался в крепости Хоэнасперг. Был причислен к категории «наименее виновных» деятелей нацистского режима и освобождён.
Вернувшись в Штутгарт, основал союз фронтовиков «Киффхойзер» в Вюртемберге. С трудом добился получения пенсии по решению городского суда Штутгарта. Продолжал считать себя «национальным социалистом», считал, что национал-социализм как принцип является хорошей политической идеей, но был дискредитирован практикой. Сотрудничал с правыми политическими организациями, написал несколько работ о своей деятельности и контактах с Сопротивлением.